# Exquisite
Exquisite – плавуча установка з регазифікації та зберігання (Floating storage and regasification unit, FSRU) зрідженого природного газу (ЗПГ), споруджена для компанії Excelerate Energy.
Починаючи з 2005 року Excelerate Energy створила найбільший в світі флот FSRU, при цьому її шостим судном такого призначення стало Exquisite. Його завершили у 2009-му на південнокорейській верфі  Daewoo Shipbuilding&Marine Engineering в Кодже. 
Розміщена на борту Exquisite регазифікаційна установка здатна видавати 19,5 млн м3 на добу, а зберігання ЗПГ відбувається у резервуарах загальним об’ємом 151035 м3. За необхідності, судно може використовуватись як звичайний ЗПГ-танкер.
Силова установка Exquisite базується на паровій турбіні японської компанії Kawasaki потужністю 26,5 МВт. Судно може пересуватись до місця призначення зі швидкістю 19,2 вузла.

## Служба судна
Відомо, що взимку 2009/2010 "Exquisite" відвідала розташований біля узбережжя Массачусетсу термінал Northeast Gateway.
В березні 2011-го «Exquisite»розпочала роботу в Перській затоці на кувейтському терміналі Міна-аль-Ахмаді (до того тут 2 роки працювало судно тієї ж компанії Explorer). За контрактом Excelerate Energy мала надавати для терміналу одну зі своїх установок, котру б використовували до 9 місяців на рік (взимку енергоспоживання в Кувейті скорочувалось, що дозволяло обійтись без імпорту ЗПГ). Протягом 2011 року «Exquisite» прийняло тут біля чотирьох десятків вантажів ЗПГ, а в березні 2012-го повернулось до Кувейту на новий сезон.
У грудні 2012 року «Exquisite» прибула до Бразилії, де на терміналі в Гуанабара (поблизу Ріо-де-Жанейро) працювала установка Golar Winter від норвезької компанії Golar. Бразильці вважали можливості останньої недостатніми, тому законтрактували в Excelerate Energy FSRU Experience, але та ще знаходилась на етапі спорудження. Як наслідок, «Exquisite» працювала в Гуанабара-Бей до моменту прибуття Experience у травні 2014-го.
Більш тривалим завданням стала робота на пакистанському терміналі Порт-Касім, де «Exquisite» задіяли з самого введення об'єкту в дію у березні 2015-го. Станом на початок січня 2020-го «Exquisite» встигла прийняти тут вже 275 вантажів ЗПГ. Первісно уклали 15-річний контракт на використання судна, проте, враховуючи зростаючий попит, існував план заміни плавучої установки зі зберігання та регазифікації на більш потужну, якою мала стати «Excelerate Sequoia». Втім, як засвідчують дані геоінформаційних системи, станом на початок 2023 року у Порт-Касім продовжує перебувати «Exquisite» (тоді як «Excelerate Sequoia» вирушила до Бразилії).